# Claude Martin (1826-1906)
Pour les articles homonymes, voir Martin et Claude Martin.
Claude Martin (1826-1906) est un migrant originaire de Savoie, ayant fait fortune en Argentine et revenu s'installer à Chambéry, où il est perçu comme un bienfaiteur de la ville.

## Biographie

### Origine
Jean-Claude Martin, dit Claude, est né le 8 novembre 1826 dans le hameau du Puits, à Lépin-le-Lac, commune du duché de Savoie. Issu d'un milieu modeste, son père, Jean-Claude Martin est agriculteur,. Avec son épouse, Jeanne, née Chevron, ils ont sept enfants.
Il suit une formation de boulanger, dans la capitale du duché, Chambéry,. Il fait son service militaire dans l'armée sarde (la Savoie était une composante du royaume de Sardaigne).

### Réussite en Argentine
La Savoie est réunie à la France, à la suite du traité de Turin. Claude Martin, comme beaucoup d'Européens et de Savoyards en particulier, migre de son pays natal pour trouver une vie meilleure. En effet, la région connaît des difficultés tant agricole qu'économique depuis une dizaine d'années. Il migre en 1854, selon Jean Exertier (1863 selon Michel Germain), en Argentine, où une colonie savoyarde vient de s'implanter,.
Il s'établit à Dolores, situé au sud de la ville de Buenos Aires. Il poursuit son activité de boulanger et met en place une « chaîne ». Il fonde par ailleurs une banque.
Il épouse, en 1861, Françoise Clavier, également issue d'un milieu modeste, plus jeune d'une vingtaine d'années, qu'il rencontre lors d'un voyage entre la Savoie et l'Argentine.
Il acquiert de grands espaces pour l'élevage de moutons et de bovins,. La légende raconte que la surface était aussi grande que celle du duché, superficie restant bien excessive pour Jean Exertier, auteur d'un article sur le personnage.
Au cours de son enrichissement en Argentine, il fait bénéficier plusieurs institutions de Chambéry et des environs de ses largesses.

### Le retour en Savoie
S'étant enrichi, il revient en Savoie en 1874 et s'installe à Chambéry, capitale historique du duché. Il achète un terrain qu'il lèguera à la ville. Une rue, qui portera son nom, sera construite dessus.
En 1895, il acquiert plusieurs immeubles et un appartement. Dans le quartier de la Moutarde, il achète l'année suivante une maison bourgeoise dite « Villa Argentine », ancienne « villa Maurice »,. La villa est modifiée en 1908 par Laurent Faga avec notamment la création de la tourelle centrale, puis en 1910 par l'architecte de Chambéry, Eugène Pierron, qui se préoccupe principalement de la maison du gardien et des communs. Ce bâtiment est placé sous un « style régionaliste anglais, issue de la mode des cottages ».

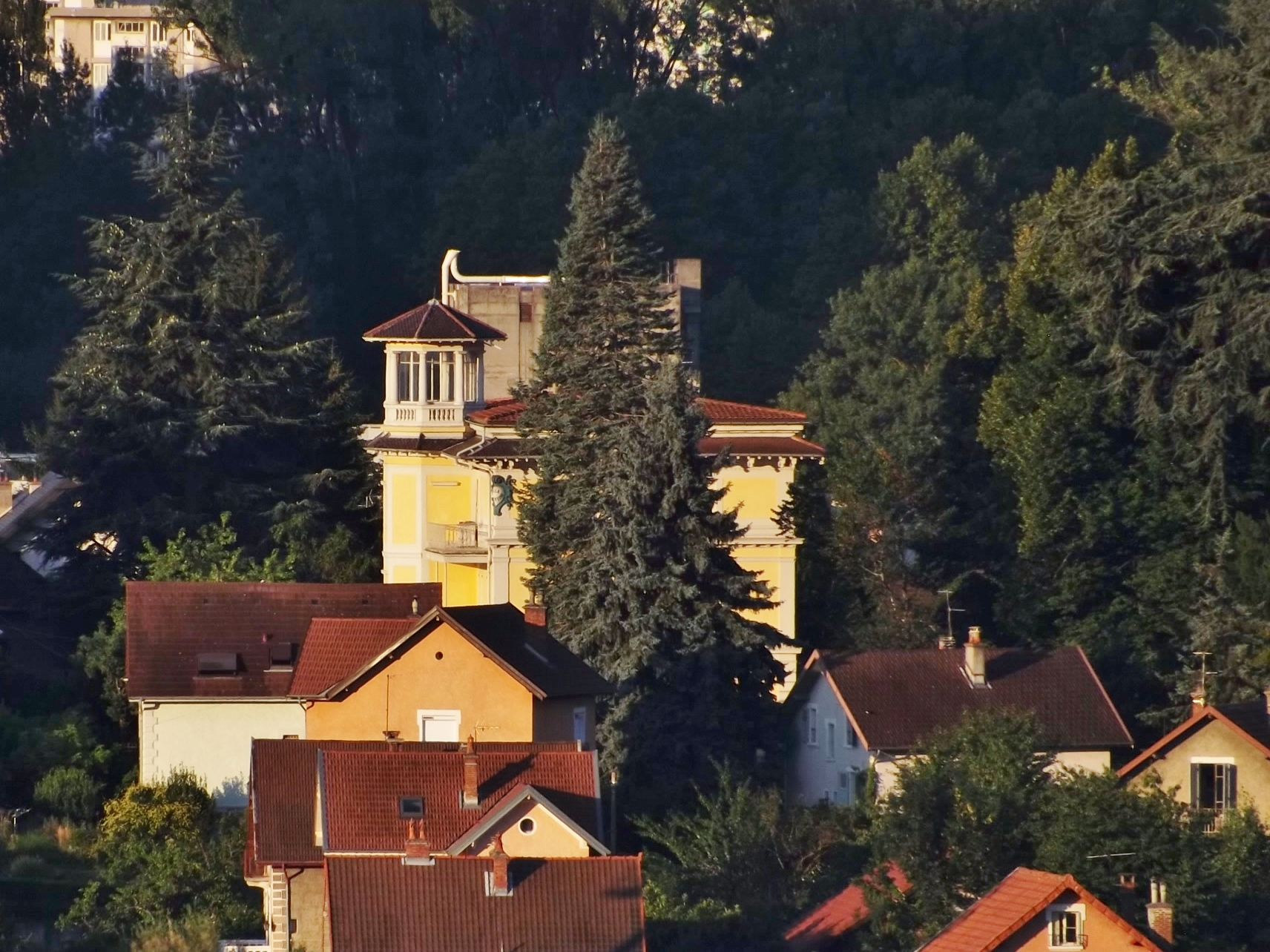
Vue de la Villa Argentine.
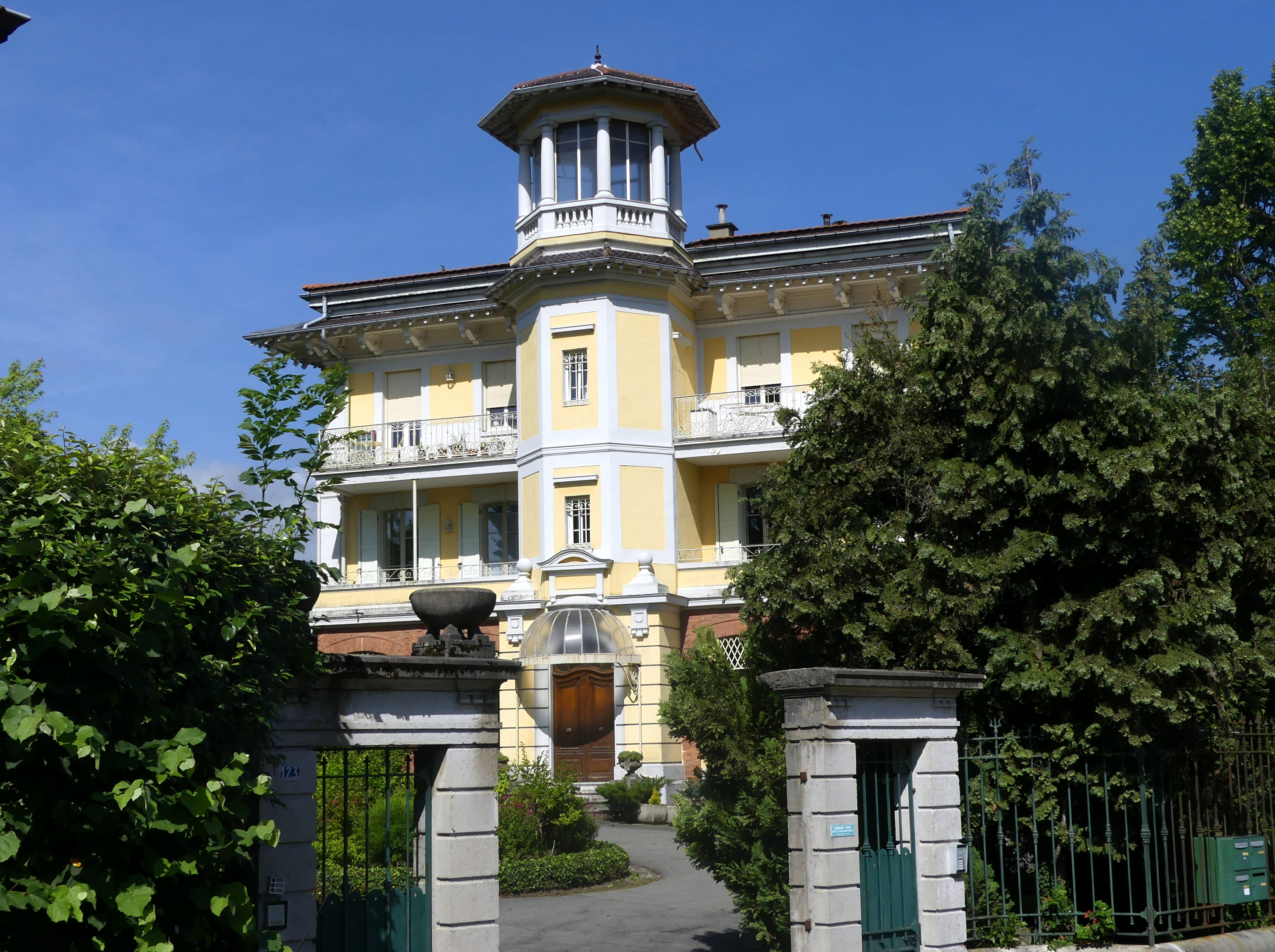
Entrée de la « Villa Argentine ».
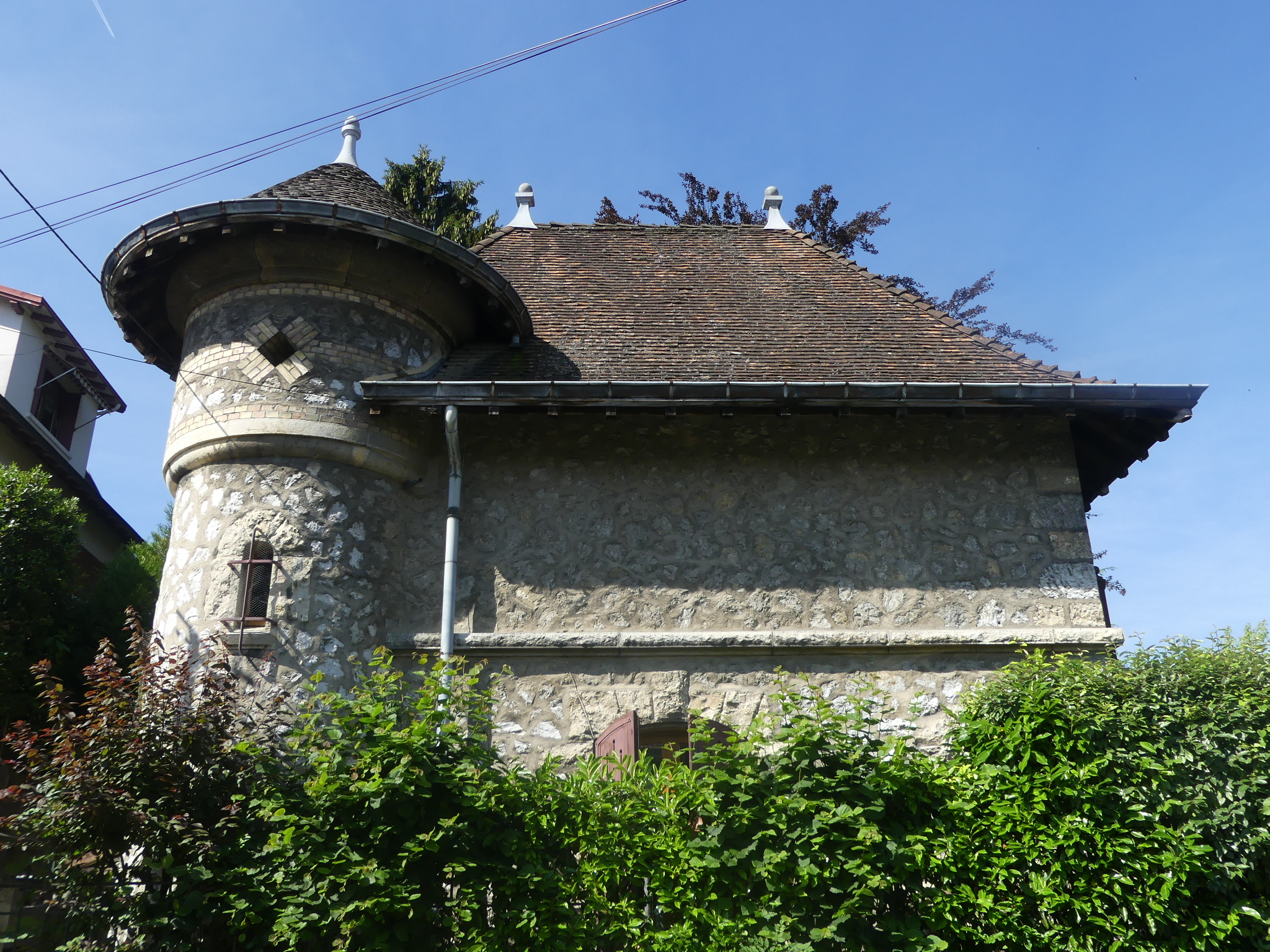
La maison du gardien.
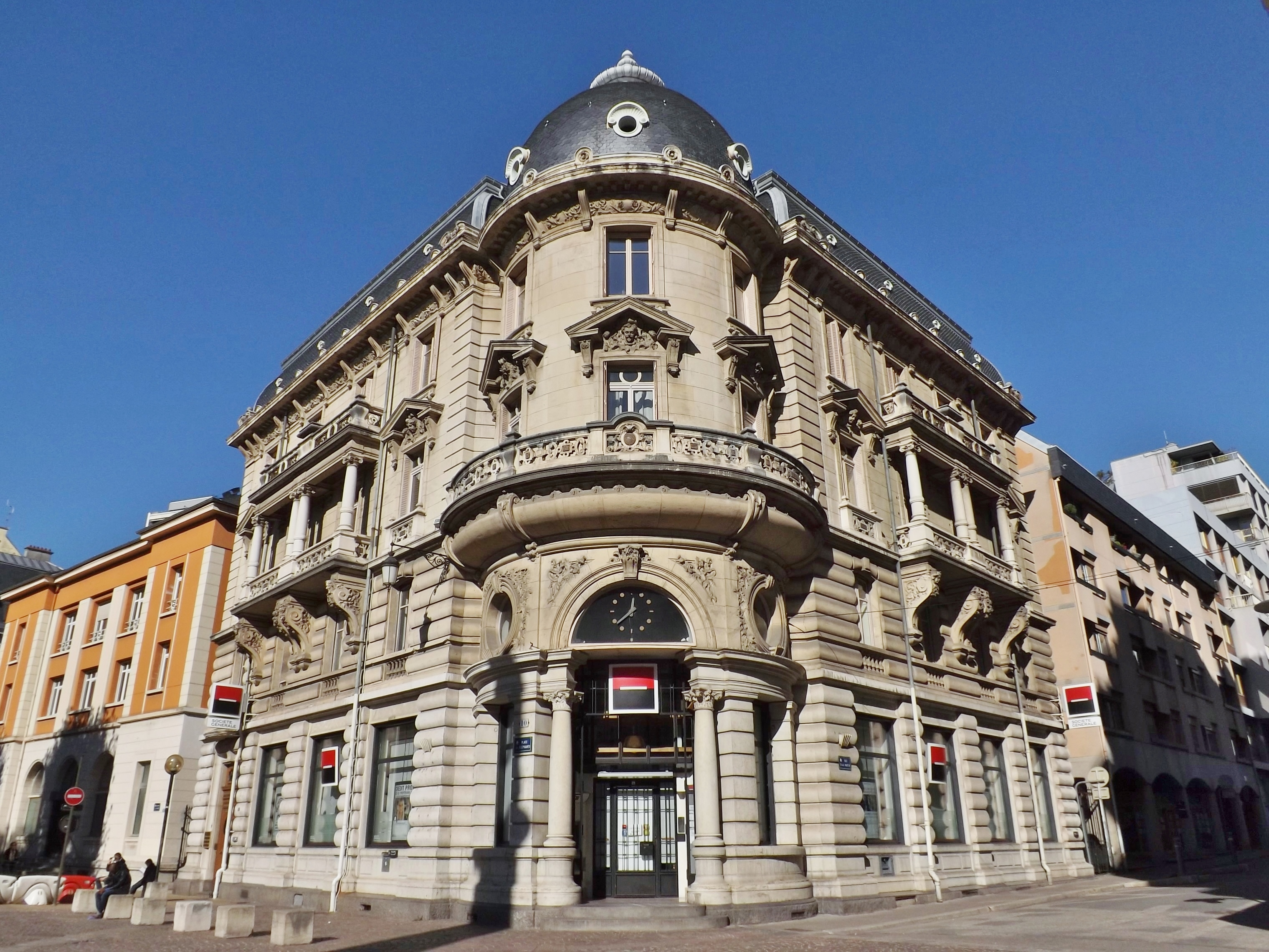
Profil de l'Hôtel Claude-Martin.

À la suite d'un don de 200 000 francs en faveur de la ville de Chambéry, il obtient de pouvoir acheter un terrain afin d'y faire édifier un hôtel particulier, dit Hôtel Claude-Martin, situé au 10 boulevard de la Colonne,,. L'immeuble est construit entre 1905 et 1906 selon les plans d'Eugène Pierron, dans un style Beaux-Arts, comportant une rotonde et s'inspirant du bâtiment du Cercle de la librairie à Paris. La majeure partie des sculptures est réalisée par le sculpteur Jean Carle.
Claude Martin meurt le 9 mai 1906,. Son corps est transporté de la Villa Argentine au caveau familial, construit en 1898, situé au cimetière Paradis. Son épouse est sa légataire universel, des dispositions sont prises pour son frère, Claude dit Léon, qui reçoit une rente viagère, sa sœur, Mariette ainsi que ses neveux et nièces Thévenon, Chabalier, Chavasse, Pastre, Miras, Cambet et Balansat.

### Poursuite des œuvres par son épouse
Malgré la mort de son époux, Françoise Martin poursuit son œuvre bienfaitrice, notamment par l'intermédiaire de dons. Elle acquiert, le 4 octobre 1921, du château du Mortier, situé sur la commune voisine de Saint-Alban-Leysse, dit aussi château Rosset,. L'année suivante, elle fait réaménager le château, ne faisant conserver que l'ancienne tour. Elle loue ensuite l'édifice à l'institution locale luttant contre la tuberculose, le « Préventorium Savoyard ». En 1925, le château est donné à l’Union des Femmes de France. Elle acquiert également une demeure sur la commune de Conjux, sur les hauteurs du lac. Françoise Martin est décorée de la Légion d'honneur, en tant que vice-présidente de la section chambérienne de l'Union des femmes françaises (UFF),.
Elle meurt le 17 mai 1938 à Chambéry. Sans enfants, l'ensemble des biens passe à Françoise, fille d'Anthelme Perrier.

## Postérité
Lors d'une délibération du 3 février 1911, le Conseil municipal de la ville de Chambéry décide de donner son nom, « au prolongement de la rue de Boigne déjà amorcé et sur le point d'être continué grâce au déplacement de la Charité, [...], bienfaiteur de nos hospices ». La rue Claude-Martin est inaugurée au cours de l'année 1924. La route menant à la Villa Argentine est renommée Rue Argentine en 1931.
La mairie de Lépin possède son portait, qui est mis dans la salle communale à sa mort, au nom de « titre de bienfaiteur des pauvres de Lépin ». Le portrait était toujours en place en 1989.
Le centre l'Espoir de Saint-Alban-Leysse possède une plaque commémorative où figure le nom des deux époux.
La ville de Dolores donne son nom à une aile de son hôpital à la suite d'un don.